# Quarto d’Altino
Quarto d’Altino – miejscowość i gmina we Włoszech, w regionie Wenecja Euganejska, w prowincji Wenecja.
Według danych na rok 2004 gminę zamieszkiwało 7225 osób, 258 os./km².